# أنا بالاسيو
أنا إيزابيل دي بالاسيو ي ديل فاي ليرسوندي (بالإسبانية: Ana Isabel de Palacio y del Valle Lersundi)‏ هي سياسية إسبانية من الحزب الشعبي الإسباني، ولدت في يوم 22 يوليو 1948 في مدينة مدريد عاصمة إسبانيا. حصلت على شهادة البكلوريوس في الرياضيات من جامعة كومبلوتنسي. شغلت منصب وزيرة الخارجية من سنة 2002 والى سنة 2004 في حكومة خوسيه ماريا أثنار.